# Lista Árabe Unida
A Lista Árabe Unida (Hebraico: הַרְשִׁימָה הַעֲרָבִית הַמְאוּחֶדֶת, HaReshima HaAravit HaMe'uhedet; Árabe: القائمة العربية الموحدة, al-Qā'ima al-'Arabiyya al-Muwaḥḥada), comumente conhecida por seu acrônimo em hebraico Ra'am (Hebraico: רע"מ, lit. Trovão), é um partido político de Israel estabelecido em 1996 pouco antes das eleições daquele ano.
Inicialmente, o partido era conhecido como Mada-Ra'am, sendo Mada o acrônimo e o nome comum do Partido Democrático Árabe. Nas eleições, o partido conquistou quatro assentos. Durante o mandato da Knesset, o Partido Democrático Árabe tornou-se uma facção dentro da Lista Árabe Unida, e seu nome foi retirado do título do partido. O Ra'am não tem relação com a Lista Árabe Unida original, uma lista de partidos satélites árabes em Israel que existiu no final dos anos 1970 e início dos anos 1980. Atualmente, o partido é vinculado a uma das facções do Movimento Islâmico em Israel. Tem como base de apoio  principalmente composta por eleitores árabes israelenses religiosos ou nacionalistas e também beduínos do Neguev.